# Tru-la-lá
Tru-la-lá es un conjunto de música bailable de cuarteto que inició su actividad el 17 de noviembre de 1984 tocando en el club Unión San Vicente en Córdoba (Argentina), de la mano de su creador Manolo Cánovas y desde el 2000 por su hijo Mauricio Cánovas. Esta banda se inscribe dentro de la cultura musical propia de la ciudad de Córdoba (Argentina) y que reconoce sus orígenes a mediados del siglo XX.
En Tru-la-lá dieron sus primeros pasos dentro de la música varios artistas reconocidos como: "Marito" (Mario Gutiérrez), Gary, Javier Carlos Brizuela, Cristian Abel Amato, Pablo Ravasollo, Claudio Toledo, Jean Carlos, Ale Ceberio, Sandro Gómez, entre otros.
Tru-la-lá ha tenido gran aceptación en el público cuartetero y actualmente mantiene su vigencia y realiza presentaciones en la ciudad de Córdoba y localidades del interior provincial.

## Historia

### Los orígenes
La historia de Tru-la-lá está íntimamente ligada a Manolo Canovas, alias Manolito, su fundador y alma mater. Manolito logró conformar una banda para tocar música de cuarteto, un género que estaba en auge en la ciudad de Córdoba. El 17 de noviembre de 1984 la banda dio su primer baile, siendo Manolito su mánager, y Mario Gutiérrez ("Marito") el cantante. Ese año grabaron su primer disco, que se titula "Mi tío es un ají", nombre de la canción más popular de la banda. En ese mismo disco Manolito puso su voz para cantar un fragmento de una cumbia cuartetera: "Mujer sin corazón". 
En el año 1985 se sumó el cantante Edgar Efraín Fuentes (Gary), que se alternó con Marito hasta que este se alejó. A la voz de Edgar se sumaron la de "El Negro José" Moyano y posteriormente la de Javier "La Pepa" Brizuela. Trulalá tuvo gran aceptación en el público cuartetero y compartió escenarios con otras figuras de ese género en los años 80: Carlitos "Mona" Jiménez, Sebastián, Pelusa y la banda "Chebere", entre otros. Realizó presentaciones en la ciudad de Córdoba y localidades del interior provincial.

### La época de los cambios
En 1990 Edgar Fuentes se separa de Tru-la-lá, iniciando su carrera solista con el seudónimo de "Gary". Canovas rearma el grupo, introduciendo la voz de Sandro Gómez junto a la de Javier Brizuela. Esta formación se mantiene durante años y brinda muchos éxitos como "Mi novia postiza", "Brindo por ella", "Una lágrima sobre el teléfono", "El novio de Raquel", "Corazones rotos", "Todo pasó pasó", "Penas y alegrías del amor" (a dúo), "No meta la mano", "Dónde andarás" y "Bella María de mi alma" (también a dúo). En 1994 Javier Brizuela y otros integrantes abandonan Trulalá para formar un nuevo grupo de cuartetos: La Barra. Canovas rearma una vez más el combo y trae al dominicano Jean Carlos para que cante junto a Sandro Gómez. Ese año Trulalá festeja su primera década. 
Los tres discos en que canta Jean Carlos ("10 años", "El Trulalazo" y "Con la música en la sangre") reflejan un cambio en el estilo musical, introduciendo más elementos del merengue y sonidos centroamericanos. Esto significó abandonar el estilo cuartetero puro que había distinguido al grupo, pero siguió gozando del acompañamiento del público. Tras grabar los tres discos mencionados, sorpresivamente Jean Carlos abandona Trulalá y se lanza como solista, obteniendo gran éxito gracias a su paso por dicha banda. Durante 1996-1997 se producen varios ingresos y alejamientos en voces, Canovas rearma de nuevo la formación y en 1997 Trulalá queda de nuevo consolidada, con Cristian Abel Amato y Claudio Toledo como las voces principales, a las que se unirá después Alejandro Ceberio. Así formada, Tru-la-lá sigue produciendo éxitos como "Una lágrima un suspiro", "Mi problema" o "El baile del Kikiki". 
La banda Tru-la-lá siempre tuvo una gran repercursión entre la gente, a tal punto que sus seguidores se autodenominaron "trulaleros" y formaron una red de fanes muy variada y pintoresca. Canovas fue un trabajador incansable de la música, que entendía que el cuarteto es una música para alegrar a los bailarines, no un show de estrellas musicales. El creador y mánager de la banda también mantuvo a Córdoba como centro de su actividad, a diferencia de otros músicos que intentaban que el cuarteto tuviera repercusión nacional.

### Adiós a Manolito
Tru-la-lá sufrió un rudo golpe cuando el 30 de mayo de 1999 Manolito Canovas sufrió un ataque cerebral que lo dejó en coma. Se le diagnosticaron tres coágulos en el cerebro y los pronósticos eran reservados. Fue la primera vez que el grupo quedaba sin su alma mater, y la conducción fue asumida por personas cercanas a Manolito. La salud de este fue una preocupación constante, al punto que los trulaleros organizaron incluso una cadena de oración en la Iglesia de Nuestra Señora del Carmen, ofreciendo una misa semanal por su recuperación. De este modo, sin Canovas, Tru-la-lá festejó sus 15 años con un gran baile. En esa ocasión se presentó el tema "Amigo", dedicado a Manolito. Este falleció el 4 de junio de 2000, y en reconocimiento a su aporte a la música cordobesa, también se lo recuerda todos los 4 de junio, fecha instituida como "Día de la Música de Cuartetos" en homenaje al Cuarteto Leo, de Leonor Marzano y Miguel Gelfo, creadores del "tunga-tunga" ritmo característico de la música de cuarteto.  
La desaparición de Manolito abrió una etapa nueva en la historia de Tru-la-lá. Los bailes y las nuevas canciones siguieron dándose, pero la ausencia del gran líder fue motivo para conflictos entre quienes querían dirigir la empresa Tru-la-lá. Cristian Abel Amato siguió el camino de tantos excantantes, al abandonar Tru-la-lá y fundar su propia banda: La Fiesta. Al poco tiempo Toledo se unió a él.

### En elsigloXXI
Nuevos cantantes entraron y salieron de la banda. Alejandro Ceberio quedó como la única voz de la banda cuando el otro cantante, Pablo Ravassollo, falleció en un accidente automovilístico. La formación se consolidó finalmente hacia 2009 con los cantantes César "Neno" Aguirre, Pablo David Ortiz y César Palavecino, este último un exparticipante del show televisivo "Operación Triunfo".
En ese año Tru-la-lá celebró sus 25 años con un gran baile en el club Sociedad Belgrano, del cual se editó un disco titulado "25 Vivo's". En la actualidad Tru-la-lá es administrada por la familia Cánovas, y la dirección general de la banda está a cargo de Mauricio Cánovas, hijo de Manolito. Tru-la-lá continúa hasta el día de hoy produciendo bailes y editando discos. Hasta 2012 el grupo había recibido 39 discos de oro y 5 discos de platino, además de varios premios y galardones.
El 5 de enero de 2015 el secretario de los dueños de dicha empresa, le comunican vía telefónica la salida y desvinculación de Pablo David Ortiz luego de casi 9 años de permanencia quedando así como únicas voces de la banda César Palvecino y César "Neno" Aguirre.
El 14 de marzo de 2015 luego de 2 semanas de vacaciones Tru-la-lá presentó en Villa Retiro a Gastón Fernández, un chico de la ciudad de Mendoza que fue incorporado como tercera voz de la orquesta.
En el año 2017 César "Neno" Aguirre abandona la agrupación para formar parte de otro proyecto, e ingresa como cantante Santiago Ariel Griffo, un cantante con una trayectoria solista en Buenos Aires bajo el nombre de "Tyago", y hasta entonces cantante desde el inicio de otra formación cuartetera llamada "Kimbara". Cabe aclarar que Santiago Griffo es hijo de los famosos cantantes "Ariel el Principe" ex Chunchulas y de "Gladys la bomba tucumana".
El 2024 tuvo cambios. Tomás Soria, riojano de 22 años que tuvo su debut oficial en marzo del  2024 en El Tornado, renombrado local bailable de Buenos Aires y Ezequiel Bonino, cantante que formaba parte de La Fiesta y tuvo su debut oficial el 11 de mayo en Sala del Rey se sumaron a la banda. 
En esta nueva etapa de Trula, la banda quedó conformada con Mauri, Eze, Pablo Mansilla y Tomás Soria, cuatro voces que seguirán haciendo historia en el circuito musical.

## Cantantes
1. Mario "Marito" Gutiérrez (1984-1986)
2. Luis "Chocolate" Martín (1984)
3. Edgar Efraín Fuentes "Gary" (1985-1990)
4. José "Pucho" Moyano (1986-1989)
5. Javier "La Pepa" Brizuela (1989-1994)
6. Sandro Gómez (1990-1997)
7. Jean Carlos (1994-1996)
8. Claudio Toledo (1995-2003)
9. Marcelo "El Turco" Jatuff (1996-1997)
10. Cristian "El Loco" Amato (1997-2002)
11. Alejandro Ceberio (1997-2007)
12. Cristian Vaca (2002)
13. Pablo Ravassollo (2002-2006)
14. Gabriel Iruela (2003)
15. Manuel Villalba (2003-2005)
16. Eliazim Rivera (2003-2005)
17. David Ortiz (2006-2015)
18. Iván Pedraza (2006-2009)
19. César Palavecino (2008-2018)
20. César "Neno" Aguirre (2009-2017)
21. Gastón "Tonchi" Fernández (2015-2017)
22. Santiago "Tyago" Griffo (2017-2018)
23. Gustavo "Toro" Corvalán (2017-2018)
24. Gino Rodríguez (2019-2024)
25. Jonathan "Pana" Rodríguez (2018-2024)
26. Pablo Mansilla (2018-presente)
27. Tomás Soria (2024-presente)
28. Ezequiel Bonino (2024-presente)

## Formaciones de Cantantes
1984: Mario "Marito" Gutiérrez / Luis "Chocolate" Martín
1985: Mario "Marito" Gutiérrez / Edgar "Gary" Fuentes
1986-1989: Edgar "Gary" Fuentes / José "Pucho" Moyano
1989-1990: Edgar "Gary" Fuentes / Javier "Pepa" Brizuela
1990-1994: Javier "Pepa" Brizuela / Sandro Gómez
1994-1995: Sandro Gómez / Carlos "Jean Carlos" Sánchez
1995-1996: Sandro Gómez / Jean Carlos / Claudio Toledo
1996-1997: Sandro Gómez / Claudio Toledo / Marcelo "Turco" Jatuff
Mediados de 1997: Claudio Toledo / Cristian "Loco" Amato
Fines de 1997-2002: Claudio Toledo / Cristian "Loco" Amato / Alejandro Ceberio
Fines de 2002-2003: Claudio Toledo / Alejandro Ceberio / Pablo Ravassollo
Julio de 2003: Alejandro Ceberio / Pablo Ravassollo / Gabriel Iruela
Agosto de 2003: Alejandro Ceberio / Pablo Ravassollo / Gabriel Iruela / Eliazim "Ely" Rivera
Septiembre de 2003-2005: Alejandro Ceberio / Pablo Ravassollo / Eliazim "Ely" Rivera / Manuel Villalba (Participación Alterna)
2005-2006: Alejandro Ceberio / Pablo Ravassollo
2006-2007: Alejandro Ceberio / David Ortiz / Iván Pedraza
Fines 2007: David Ortiz / Iván Pedraza 
2008-2009: David Ortiz / Iván Pedraza / César Palavecino
2009-2014: David Ortiz / César Palavecino / César "Neno" Aguirre
2015-2017: César Palavecino / César "Neno" Aguirre / Gastón "Tonchi" Fernández
Principios de 2017: César Palavecino / Gastón "Tonchi" Fernández / Santiago "Tyago" Griffo
Mediados de 2017: César Palavecino / Gastón "Tonchi" Fernández / Santiago "Tyago" Griffo / Gustavo "Toro" Corvalán
Finales de 2017: César Palavecino / Santiago "Tyago" Griffo / Gustavo "Toro" Corvalán
Inicios de 2018: César Palavecino / Santiago "Tyago" Griffo / Gustavo "Toro" Corvalán / Jonathan "Pana" Rodríguez
Mediados de 2018: Santiago "Tyago" Griffo / Jonathan "Pana" Rodríguez / Pablo Mansilla
Fines de 2018: Jonathan "Pana" Rodríguez / Pablo Mansilla
2019- 2024: Jonathan "Pana" Rodríguez / Pablo Mansilla / Jonathan "Gino" Rodríguez
2024 - Marzo 2024: Jonathan "Pana" Rodríguez / Pablo Mansilla
Marzo 2024: Jonathan "Pana" Rodríguez / Pablo Mansilla / Tomás Soria
Mayo 2024 - actualidad: Pablo Mansilla / Tomás Soria / Ezequiel Bonino

## Letras
Prácticamente desde el principio, Canovas introdujo en las canciones de Tru-la-lá un repertorio de letras que hablaban de la realidad social que vivía el público cuartetero.
Tru-la-lá no cantó solamente canciones de amor, aunque tampoco prescindió de ellas. En su primer disco (“Mi Tío Es Un Ají”) Marito cantó el tema “Qué pena me da (niño bueno)”, que habla de un muchacho que lleva el pan a su casa a través de la delincuencia, todo ello sin que su familia lo sepa.
- “En aquel rincón” y “El diario de hoy” (sobre el abandono que sufren niños y jóvenes).

- “4 líneas para el cielo” (sobre el sufrimiento de un huérfano).

- “Ha vuelto a robar” (acerca de la delincuencia como forma de vida).

- “Maribel te amo” (sobre la prostitución).

## Integrantes
- Voz: Pablo Mansilla
- Voz: Tomas Soria
- Voz: Ezequiel Bonino
- Voz: Mauricio Cánovas
- Timbales: Valentín Cánovas
- Tambora: Sebastián "facha" Amato
- Tumbadoras: Lisandro Monzón
- Teclados : Axel Oviedo "camello"
- Batería: Esteban rosel
- Piano: Martin Rosel
- Trompeta: Favio Vilchez
- Trombón: Renato Montes
- Guitarra: "Fran Jamer"
- Güira: Jeremias Moraes
- Acordeón: Alexis Cejas
- Bajo: Walter Soria

## Discografía

### Álbumes oficiales
| Año  | Disco                      | Cantantes                                                               |
| ---- | -------------------------- | ----------------------------------------------------------------------- |
| 1984 | Mi tío es un ají           | Mario Gutiérrez                                                         |
| 1985 | La gata me vuelve loco     | Mario Gutiérrez Edgar "Gary" Fuentes                                    |
| 1986 | A todo gusto               | Mario Gutiérrez Edgar "Gary" Fuentes                                    |
| 1987 | Espectacular               | Edgar "Gary" Fuentes José Moyano                                        |
| 1987 | Únicos                     | Edgar "Gary" Fuentes José Moyano                                        |
| 1988 | Para seguir bailando       | Edgar "Gary" Fuentes José Moyano                                        |
| 1988 | Trulaleando                | Edgar "Gary" Fuentes José Moyano                                        |
| 1989 | Tru la-la                  | Edgar "Gary" Fuentes José Moyano                                        |
| 1989 | Marca registrada           | Edgar "Gary" Fuentes Javier "Pepa" Brizuela                             |
| 1990 | Te quiero tanto            | Edgar "Gary" Fuentes Javier "Pepa" Brizuela                             |
| 1990 | Oye mi canto               | Javier "Pepa" Brizuela Sandro Gómez                                     |
| 1991 | De fiesta                  | Javier "Pepa" Brizuela Sandro Gómez                                     |
| 1991 | Sigan con Trula            | Javier "Pepa" Brizuela Sandro Gómez                                     |
| 1992 | Para que canten los niños  | Javier "Pepa" Brizuela Sandro Gómez                                     |
| 1992 | Una pasión...              | Javier "Pepa" Brizuela Sandro Gómez                                     |
| 1993 | La vida por Tru la-la      | Javier "Pepa" Brizuela Sandro Gómez                                     |
| 1993 | No te mueras nunca         | Javier "Pepa" Brizuela Sandro Gómez                                     |
| 1994 | Se siente                  | Javier "Pepa" Brizuela Sandro Gómez                                     |
| 1994 | 10 Años                    | Sandro Gómez Carlos Vidal Sánchez "Jean Carlos"                         |
| 1995 | Trulalazo                  | Sandro Gómez Carlos Vidal Sánchez "Jean Carlos"                         |
| 1995 | Con la música en la sangre | Sandro Gómez / Carlos Vidal Sánchez "Jean Carlos" / Claudio Toledo      |
| 1996 | Viva Trula!                | Sandro Gómez / Claudio Toledo / Marcelo Jatuff                          |
| 1996 | Sin límites                | Sandro Gómez / Claudio Toledo / Marcelo Jatuff                          |
| 1997 | De corazón...              | Claudio Toledo / Cristian Amato                                         |
| 1997 | De Trula... lo mejor       | Claudio Toledo Cristian Amato Alejandro Ceberio                         |
| 1998 | Es total!                  | Claudio Toledo Cristian Amato Alejandro Ceberio                         |
| 1998 | Tru-la mi amor!            | Claudio Toledo Cristian Amato Alejandro Ceberio                         |
| 1999 | ¡Trula más vale!           | Claudio Toledo Cristian Amato Alejandro Ceberio                         |
| 1999 | Como siempre (2 CDs)       | Claudio Toledo Cristian Amato Alejandro Ceberio                         |
| 2000 | Por siempre                | Claudio Toledo Cristian Amato Alejandro Ceberio                         |
| 2000 | Un sentimiento trulalero   | Claudio Toledo Cristian Amato Alejandro Ceberio                         |
| 2001 | Máxima energía             | Claudio Toledo Cristian Amato Alejandro Ceberio                         |
| 2001 | Tru la-la 2002             | Claudio Toledo Cristian Amato Alejandro Ceberio                         |
| 2002 | Para vos                   | Claudio Toledo Cristian Amato Alejandro Ceberio                         |
| 2003 | Con toda la fuerza (2 CDs) | Claudio Toledo / Alejandro Ceberio / Pablo Ravassollo                   |
| 2003 | Te suena?                  | Alejandro Ceberio / Pablo Ravassollo / Eliazim Rivera / Manuel Villalba |
| 2004 | Maestro                    | Alejandro Ceberio / Pablo Ravassollo / Eliazim Rivera / Manuel Villalba |
| 2004 | 20 Años (2 CDs)            | Alejandro Ceberio / Pablo Ravassollo / Eliazim Rivera                   |

| Año  | Disco                                                   | Cantantes                                                                         |
| ---- | ------------------------------------------------------- | --------------------------------------------------------------------------------- |
| 2005 | Es mundial                                              | Alejandro Ceberio Pablo Ravassollo                                                |
| 2005 | Trula lo +                                              | Alejandro Ceberio Pablo Ravassollo                                                |
| 2006 | Argentino y cordobés                                    | Alejandro Ceberio David Ortíz Iván Pedraza                                        |
| 2006 | Ta' copao                                               | Alejandro Ceberio David Ortíz Iván Pedraza                                        |
| 2007 | Cultura cordobesa                                       | Alejandro Ceberio David Ortíz Iván Pedraza                                        |
| 2007 | Adelanto 2008                                           | David Ortíz / Iván Pedraza                                                        |
| 2008 | Las cosas cambian                                       | David Ortíz / Iván Pedraza / César Palavecino                                     |
| 2008 | ¡¡De una!!                                              | David Ortíz / Iván Pedraza / César Palavecino                                     |
| 2009 | Tu marca                                                | David Ortíz César Palavecino César "Neno" Aguirre                                 |
| 2009 | 25 Vivo's                                               | David Ortíz César Palavecino César "Neno" Aguirre                                 |
| 2010 | Para toda la vida                                       | David Ortíz César Palavecino César "Neno" Aguirre                                 |
| 2011 | 26 Años de pelicula (CD+DVD)                            | David Ortíz César Palavecino César "Neno" Aguirre                                 |
| 2011 | Brillante                                               | David Ortíz César Palavecino César "Neno" Aguirre                                 |
| 2012 | Simplemente (CD+DVD)                                    | David Ortíz César Palavecino César "Neno" Aguirre                                 |
| 2012 | Especial                                                | David Ortíz César Palavecino César "Neno" Aguirre                                 |
| 2013 | ¡Gracias!                                               | David Ortíz César Palavecino César "Neno" Aguirre                                 |
| 2014 | En el alma (CD+DVD)                                     | David Ortíz César Palavecino César "Neno" Aguirre                                 |
| 2014 | Inmortal                                                | David Ortíz César Palavecino César "Neno" Aguirre                                 |
| 2014 | 30 Años y algo más                                      | David Ortíz César Palavecino César "Neno" Aguirre                                 |
| 2015 | #TrulaYNadaMás                                          | César Palavecino / César "Neno" Aguirre / Gastón Fernández                        |
| 2016 | Raza única                                              | César Palavecino / César "Neno" Aguirre / Gastón Fernández                        |
| 2017 | Eterno                                                  | César Palavecino / Santiago Griffo / Gustavo Corvalán / Jonathan "Pana" Rodríguez |
| 2019 | Es tuyo: Oye cómo suena / Los 34 de Trula (álbum doble) | Jonathan "Pana" Rodríguez / Pablo Mansilla                                        |
| 2020 | 36 Años                                                 | Jonathan "Pana" Rodríguez / Pablo Mansilla                                        |
| 2021 | En vivo                                                 | Jonathan "Pana" Rodríguez / Pablo Mansilla                                        |
| 2022 | Latidos                                                 | Jonathan "Pana" Rodríguez / Pablo Mansilla                                        |

| - Ta' copao (2006) - 26 Años de película (2011) - Simplemente Tru la-la (2012) - En el alma (2014) - Encuentro de mostros <junto a Sebatián, Pelusa y Chebere> (1986) - Exageradísimo '87 <junto a Sebastián y Pelusa> (1987) - Exageradísimo '88 <junto a Chébere y Pelusa> (1988) - Los monstruos contraatacan <junto a Sebastián, Pelusa y Chebere> (1988) - Exageradísimo '89 <junto a Sebastián y Pelusa> (1989) - Exageradísimo '90 <junto a Sebastián y Orly> (1990) - Exageradísimo '92 <junto a Gary y El Negro Videla> (1992) - Exageradísimo '94: Felices fiestas <junto a Gary, Vanessa, El Negro Videla, Wilkins, Miguel Ángel Robles y Orly> (1993) - Música con todo: Recuerdos vol. 1 <junto a Chébere, Sebatián y Pelusa> (1995) - Música con todo: Recuerdos vol. 2 <junto a Chébere, Pelusa y Sebatián> (1995) - Exageradísimo '95 <junto a La Mona Jiménez, Orly, El Negro Videla, Alberto Tosas, Ronny, Miguel Ángel Robles y Wilkins> (1995) - Música con todo: Recuerdos vol. 3 <junto a Gary, Chébere, Sebastián, Pelusa, Orly y El Negro Videla> (1996) - Exageradísimo 96 <junto a La Mona Jiménez y Sebastián> (1996) - Exageradísimo 97 <junto a Pelusa, Sebastián y El Negro Videla (1997)> - Exageradísimo 98 <junto a Pelusa y Jean Carlos> (1998) - Exageradísimo del milenio <junto a Chébere> (1999) | - Exageradísimo <junto a Jean Carlos y Rodrigo> (2000) - Cuarteto para mayores de 30 <junto a Pelusa, Sebastián, Chebere y Orly> (2001) - Exageradísimo 2001 <junto a Alcala y Jean Carlos> (2001) - Exageradísimo 2002 <junto a Jean Carlos y Banda Rubinho> (2002) - Exageradísimo de oro: 25 Años de cuarteto <junto a Chébere, Manto Negro, Los Chicos Orly, Sebastián, La Mona Jiménez, Santamarina, Gary, Trigo Verde, Pelusa, Jean Carlos, La Barra> (2010) - Cuarteteando 2018 <junto a Damián Córdoba, Carli Jiménez, Monada, Ulises Bueno, Pitty Murua, Megatrack, Chipote, Cristian Amato y La Banda de Carlitos> (2018) - Cuartetos continuados <junto a Sebastián, Chébere y La Mona Jiménez> (2018) - Los exagerados de Tru la-la (1996, RCA) - Trulamix con La Pepa (1998, RCA) - 15 Éxitos (1998, RCA) - Sus grandes éxitos (1999, DBN) - Discografía completa vol. 1 (2001, RCA) - Discografía completa vol. 2 (2001, RCA) - Discografía completa vol. 3 (2001, RCA) - Discografía completa vol. 4 (2002, RCA) - Discografía completa vol. 5 (2002, RCA) - Discografía completa vol. 6 (2003, RCA) - Gary: Mi paso por Tru la-la (2004, RCA) - Canta Jean Carlos: Mi paso por Tru la-la (2004, RCA) - Discografía completa vol. 7 (2008, RCA) - Éxitos originales (2013, RCA) - Esenciales (2019) - Grabaciones encontradas (2019) - Gary & Tru la-la: 20 Éxitos (2020) - Recordando éxitos (2022) | - Durmiendo en el lugar equivocado (2018) - Toma mi vida (2018) - Llegaste tu / Un angel llora (2019) - Te esperaba (2019) - Confieso (2019) - Muchas novias (2019) - Tatuado hasta los huesos (2019) - Me hiciste un borracho (2019) - A donde vas (2019) - A las chicas / Mami mueve, con Los Bam Band Orquesta (2020) - Cancela el sentimiento (2020) - Olvídate / Te voy a amar (2020) - Con tu nombre (2020) - No sé vivir si no es contigo, con Rodrigo Tapari (2020) - La culpa es tuya (2021) - Más, con La K'onga (2021) - Cómplice fiel, de El Kabra (2021) - No lloro más, con Banda XXI (2021) - Tu karma (2021) - Fue culpa del amor (2021) - Dame el amor, de Tyago Griffo (2022) - Una parte de ti (2022) - Si pudiera tenerte (2022) - Te olvidaré (2022) - Antes de ti (2022) - Quiéreme (2022) - Una noche más (2022) - No es amor (2022) - Session 922: Titi me preguntó / La bachata / Quédate (2022) - Latidos (2022) - Costumbres (2023) - Vista al mar (2023) - Fuego (2023) - Dime qué pasó, de Agus Cassano (2023) - No_se_ve.mp3 (2024) - Triste canción / Lo que me duele (2024) - Me voy (2024) - Media o miedo (2024) - Que espere (2024) - Hasta la madre (2024) |

## Premios
| Año  | Premio               | Categoría                                                      |
| ---- | -------------------- | -------------------------------------------------------------- |
| 2002 | Premio Carlos Gardel | Mejor grupo tropical por "Máxima Energía" (candidato)          |
| 2003 | Premio Carlos Gardel | Mejor Álbum de Cuarteto por "Para Vos" (candidato)             |
| 2005 | Premio Carlos Gardel | Mejor Álbum de Cuarteto por "Maestro" (candidato)              |
| 2006 | Premio Carlos Gardel | Mejor Álbum de Cuarteto por "20 Años"(ganador)                 |
| 2007 | Premio Carlos Gardel | Mejor Álbum de Cuarteto por "Trula Lo+" (candidato)            |
| 2008 | Premio Carlos Gardel | Mejor Álbum de Cuarteto por "Argentimo y Cordobés" (candidato) |
| 2013 | Premio Carlos Gardel | Mejor Álbum de Cuarteto por "Simplemente Tru-la-lá"(ganador)   |
| 2016 | Premio Carlos Gardel | Mejor Álbum de Cuarteto por "Trula y nada más"(ganador)        |

## Distinciones de la Capif

### Discos de Oro
| N.º  | Año  | Premio       | Álbum                        |
| ---- | ---- | ------------ | ---------------------------- |
| 1.º  | 1987 | Disco de Oro | "Espectacular"               |
| 2.º  | 1988 | Disco de Oro | "Trulaleando Con Tru-la-lá"  |
| 3.º  | 1989 | Disco de Oro | "Tru-la-lá"                  |
| 4.º  | 1990 | Disco de Oro | "Te Quiero Tanto"            |
| 5.º  | 1990 | Disco de Oro | "Oye Mi Canto"               |
| 6.º  | 1991 | Disco de Oro | "De Fiesta"                  |
| 7.º  | 1991 | Disco de Oro | "Sigan Con Trula"            |
| 8.º  | 1992 | Disco de Oro | "Una Pasión"                 |
| 9.º  | 1993 | Disco de Oro | "La Vida Por Tru-la-lá"      |
| 10.º | 1993 | Disco de Oro | "No Te Mueras Nunca"         |
| 11.º | 1993 | Disco de Oro | "Se Siente"                  |
| 12.º | 1994 | Disco de Oro | "10 Años"                    |
| 13.º | 1995 | Disco de Oro | "El Trulalazo"               |
| 14.º | 1995 | Disco de Oro | "Con La Música En La Sangre" |
| 15.º | 1997 | Disco de Oro | "De Corazón"                 |
| 16.º | 1997 | Disco de Oro | "De Trula...Lo Mejor"        |
| 17.º | 1998 | Disco de Oro | "Es Total"                   |
| 18.º | 1998 | Disco de Oro | "Mi Amor"                    |
| 19.º | 1999 | Disco de Oro | "Más Vale"                   |
| 20.º | 1999 | Disco de Oro | "Trula 2000"                 |
| 21.º | 2000 | Disco de Oro | "Por Siempre"                |
| 22.º | 2000 | Disco de Oro | "Un Sentimiento Trulalero"   |
| 23.º | 2001 | Disco de Oro | "Máxima Energía"             |
| 24.º | 2001 | Disco de Oro | "Tru-la-lá 2002"             |
| 25.º | 2002 | Disco de Oro | "Para Vos"                   |
| 26.º | 2003 | Disco de Oro | "Con Toda la Fuerza"         |
| 27.º | 2003 | Disco de Oro | "Te Suena?"                  |
| 28.º | 2004 | Disco de Oro | "Maestro"                    |
| 29.º | 2004 | Disco de Oro | "20 Años"                    |
| 30.º | 2005 | Disco de Oro | "Es Mundial"                 |
| 31.º | 2005 | Disco de Oro | "Trula Lo +"                 |
| 32.º | 2006 | Disco de Oro | "Ta' Copao"                  |
| 33.º | 2006 | Disco de Oro | "Argentino y Cordobés"       |
| 34.º | 2007 | Disco de Oro | "Cultura Cordobesa"          |
| 35.º | 2007 | Disco de Oro | "Adelanto 2008"              |
| 36.º | 2008 | Disco de Oro | "Las Cosas Cambian"          |
| 37.º | 2008 | Disco de Oro | "¡¡De Una!!"                 |
| 38.º | 2009 | Disco de Oro | "Tu Marca"                   |
| 39.º | 2009 | Disco de Oro | "25 Vivo's"                  |
| 40.º | 2012 | Disco de Oro | "Simplemente"                |
| 41.º | 2013 | Disco de Oro | "Especial CD Doble"          |

### Discos de Platino
| N.º | Año  | Premio           | Álbum                   |
| --- | ---- | ---------------- | ----------------------- |
| 1.º | 1993 | Disco de Platino | "La Vida Por Tru-la-lá" |
| 2.º | 2001 | Disco de Platino | "Máxima Energía"        |
| 3.º | 2001 | Disco de Platino | "Tru-la-lá 2002"        |
| 4.º | 2003 | Disco de Platino | "Te Suena?"             |
| 5.º | 2006 | Disco de Platino | "Argentino y Cordobés"  |

### Otras Distinciones
| Año  | Premio              | Álbum                   |
| ---- | ------------------- | ----------------------- |
| 1997 | Un Millón De Copias | Todos hasta ese momento |